# Fieberbrunn
Fieberbrunn is een gemeente in het district Kitzbühel in de Oostenrijkse deelstaat Tirol. Het heeft 4249 inwoners en ligt op 790 meter hoogte.

## Beschrijving
Fieberbrunn is het grootste dorp van het Pillerseetal, het dorp bestaat uit verschillende delen: de wijk Rosenegg, het centrum (Dorf), en het gebied bij de Bergbahnen Fieberbrunn (Lindau).
Fieberbrunn staat voornamelijk bekend om zijn wintersport, maar trekt in de zomer ook toeristen die in de bergen gaan wandelen. Daarnaast heeft Fieberbrunn heeft een overdekt zwembad, een buitenzwembad en een rodelbaan.
Elk jaar is Fieberbrunn gastheer van de Freeride World Tour. De freeriders starten boven op de Wildseeloder en gaan aan de noordzijde van de berg naar beneden.

## Skigebied
Vooral in de winter komen er veel toeristen naar Fieberbrunn om te wintersporten. Fieberbrunn, Hochfilzen, St. Jakob in Haus, St. Ulrich am Pillersee, Sankt Johann in Tirol en Waidring vormden één groot skigebied, het Pillerseetal.
In de zomer van 2015 is de "TirolS" gebouwd, deze lift verbindt Fieberbrunn met Saalbach Hinterglemm Leogang hiermee werd Skicircus Saalbach Hinterglemm Leogang Fieberbrunn voor een korte tijd het grootste verbonden skigebied van Oostenrijk.
Naast Fieberbrunn Bergbahnen heeft Rosenegg zijn eigen skigebied met 2 sleepliften.
| Liften bergbahnen Fieberbrunn | Liften bergbahnen Fieberbrunn | Liften bergbahnen Fieberbrunn | Liften bergbahnen Fieberbrunn | Liften bergbahnen Fieberbrunn | Liften bergbahnen Fieberbrunn |
| Naam                          | Type                          | Lengte (meter)                | Van (meter)                   | Naar (meter)                  | Capaciteit (personen/uur)     |
| ----------------------------- | ----------------------------- | ----------------------------- | ----------------------------- | ----------------------------- | ----------------------------- |
| E1 Reckmoos Nord I            | Gondel                        | 1339                          | 1371                          | 1871                          | 2000                          |
| E2 Reckmoos Nord II           | Gondel                        | 378                           | 1371                          | 1424                          | 2000                          |
| E4 Reckmoos Süd               | Gondel                        | 1620                          | 1284                          | 1874                          | 2200                          |
| E3 Hochhörndl                 | 4-Persoons Stoeltjeslift      | 1095                          | 1679                          | 2020                          | 1400                          |
| E5 TirolS I                   | Gondel                        | 713                           | 1082                          | 1284                          | 2000                          |
| E6 TirolS II                  | Gondel                        | 2022                          | 1082                          | 1808                          | 2000                          |
| F1 Streuböden                 | Gondel                        | 1360                          | 839                           | 1214                          | 1250                          |
| F2 Lärchfilzkogel             | Gondel                        | 1524                          | 1214                          | 1642                          | 800                           |
| F3 Doischberg                 | Gondel                        | 1488                          | 838                           | 1187                          | 1900                          |
| F4 Lärchfilzen                | 4-Persoons Stoeltjeslift      | 1402                          | 1118                          | 1455                          | 1801                          |
| F5 Obingleitn                 | Sleeplift                     | 319                           | 839                           | 907                           | 800                           |
| F6 Zillstatt                  | Sleeplift                     | 793                           | 1194                          | 1314                          | 800                           |
| F7 Gatterl                    | Sleeplift                     | 835                           | 1107                          | 1315                          | 700                           |
| F8 Maiskopf                   | Sleeplift                     | 442                           | 1121                          | 1189                          | 800                           |

| Pistes bergbahnen Fieberbrunn        | Pistes bergbahnen Fieberbrunn | Pistes bergbahnen Fieberbrunn |
| Naam                                 | Type                          | Lengte (meter)                |
| ------------------------------------ | ----------------------------- | ----------------------------- |
| 101 Obingleitn                       | Blauwe piste                  | 500                           |
| 102 Streuböden                       | Blauwe piste                  | 1900                          |
| 103 Gatterl                          | Blauwe piste                  | 500                           |
| 103d Little Mojo                     | Skiroute (offpiste)           | -                             |
| 104 Zillstatt                        | Blauwe piste                  | 900                           |
| 105 Doischberg                       | Rode piste                    | 1700                          |
| 106 Maiskopf                         | Blauwe piste                  | 500                           |
| 107 Siebener                         | Blauwe piste                  | 1400                          |
| 107b Scharling Reibe                 | Blauwe piste                  | -                             |
| 108 Jägersteig                       | Blauwe piste                  | 1600                          |
| 108a Sechser                         | Rode piste                    | 1000                          |
| 109 Neuner                           | Rode piste                    | 1500                          |
| 110 Lärchfilzkogel                   | Rode piste                    | 2100                          |
| 110a Grutten                         | Rode piste                    | 2500                          |
| 110b Lärchfilzen Berg Umfahrung      | Blauwe piste                  | -                             |
| 110d Son of a beach                  | Skiroute (offpiste)           | -                             |
| 121 Reckmoos Nord                    | Rode piste                    | 1800                          |
| 121a Reckmoos Nord Steilhang         | Zwarte piste                  | 1000                          |
| 121b Reckmoos Nord kleiner Steilhang | Rode piste                    | -                             |
| 121d Holy shot                       | Skiroute (offpiste)           | -                             |
| 122 Sonnenmulde                      | Rode piste                    | 1300                          |
| 122a Hochhörndlerhütte Abfahrt       | Rode piste                    | -                             |
| 122d Humpy shot                      | Skiroute (offpiste)           | -                             |
| 123 Reckmoos Süd                     | Rode piste                    | 2300                          |
| 123a Reckmoos Süd Skiweg             | Blauwe piste                  | 3600                          |
| 124 Grundalmen                       | Blauwe piste                  | 1900                          |
| 124d Big dude                        | Skiroute (offpiste)           | -                             |
| 124e Big mom                         | Skiroute (offpiste)           | -                             |
| 125 Vierstadlalm                     | Rode piste                    | 3500                          |
| 125d Heavens cake                    | Skiroute (offpiste)           | -                             |

## Foto's

Afbeeldingen
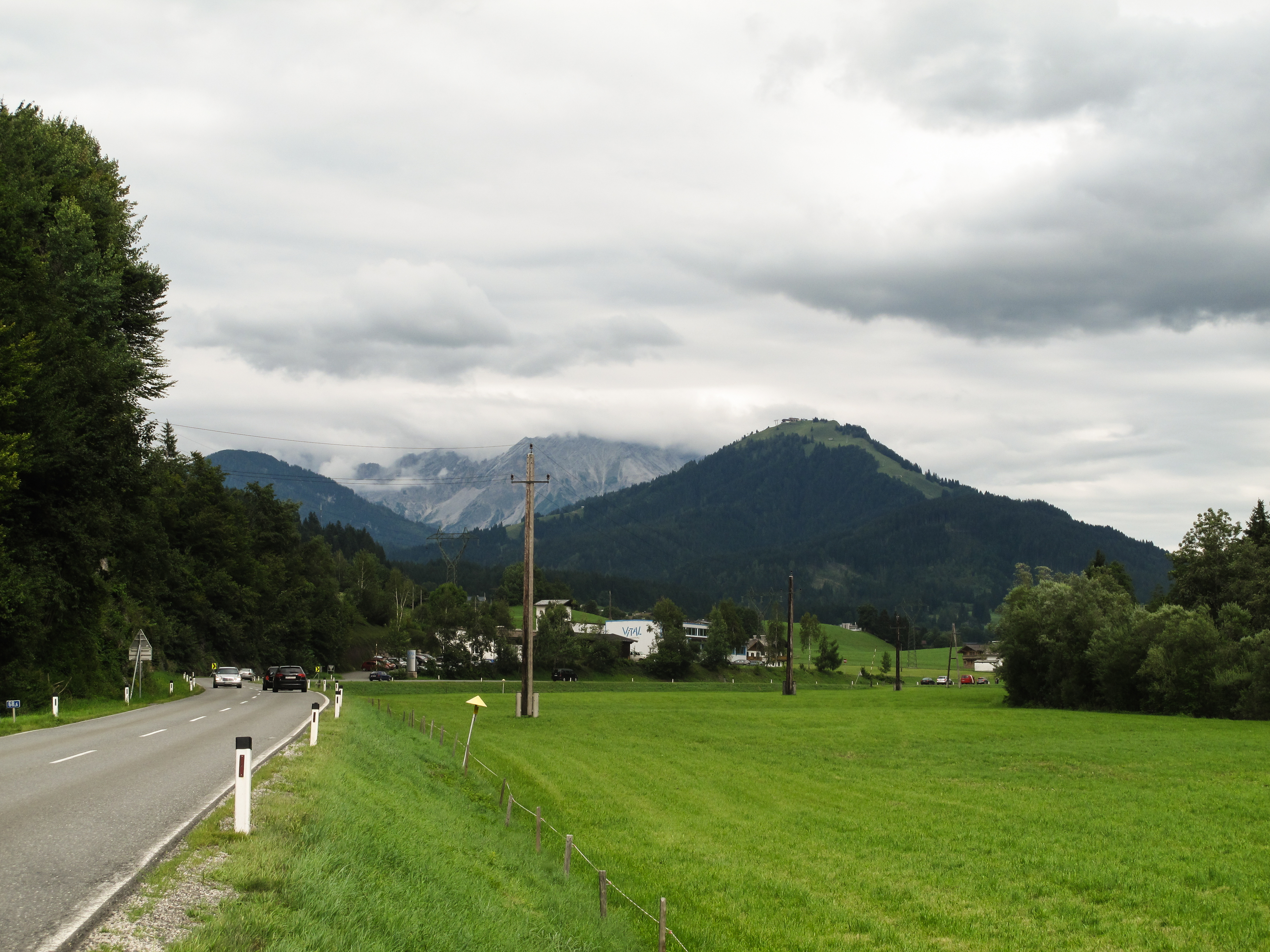
tussen Fieberbrunn en Sankt Johann, panorama
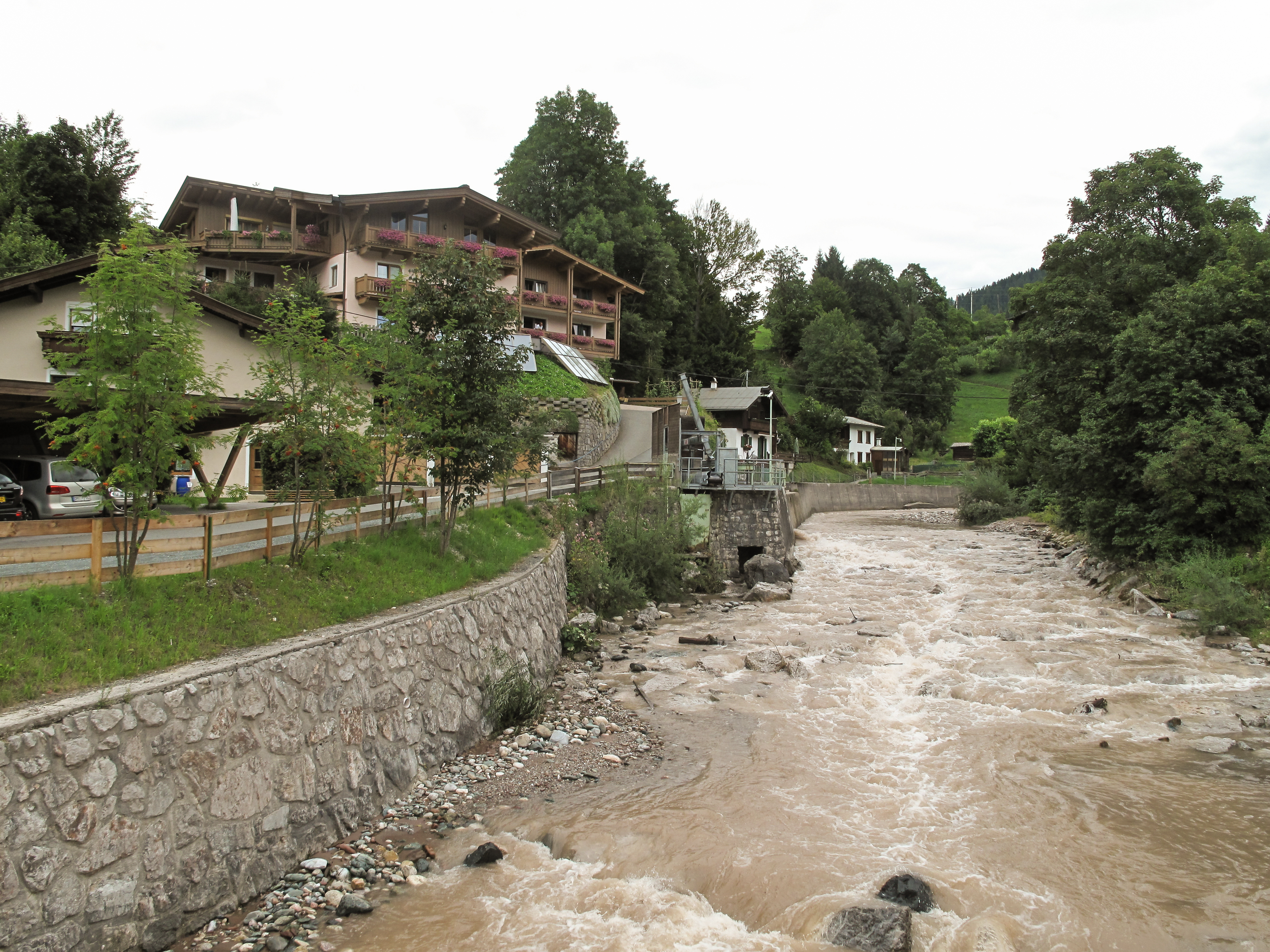
Fieberbrunn, water door dorp
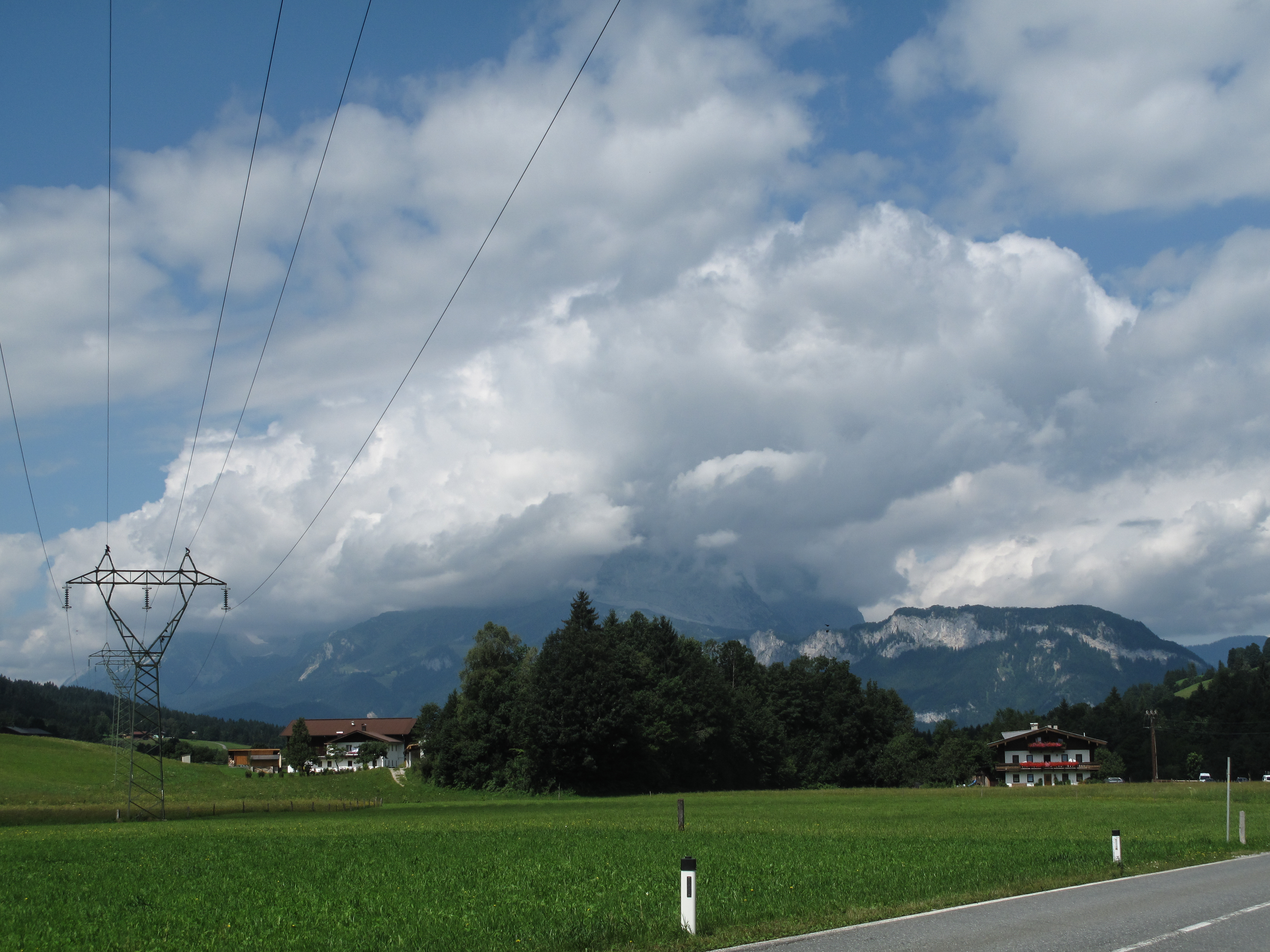
tussen Sankt Johann en Fieberbrunn, panorama met huizen
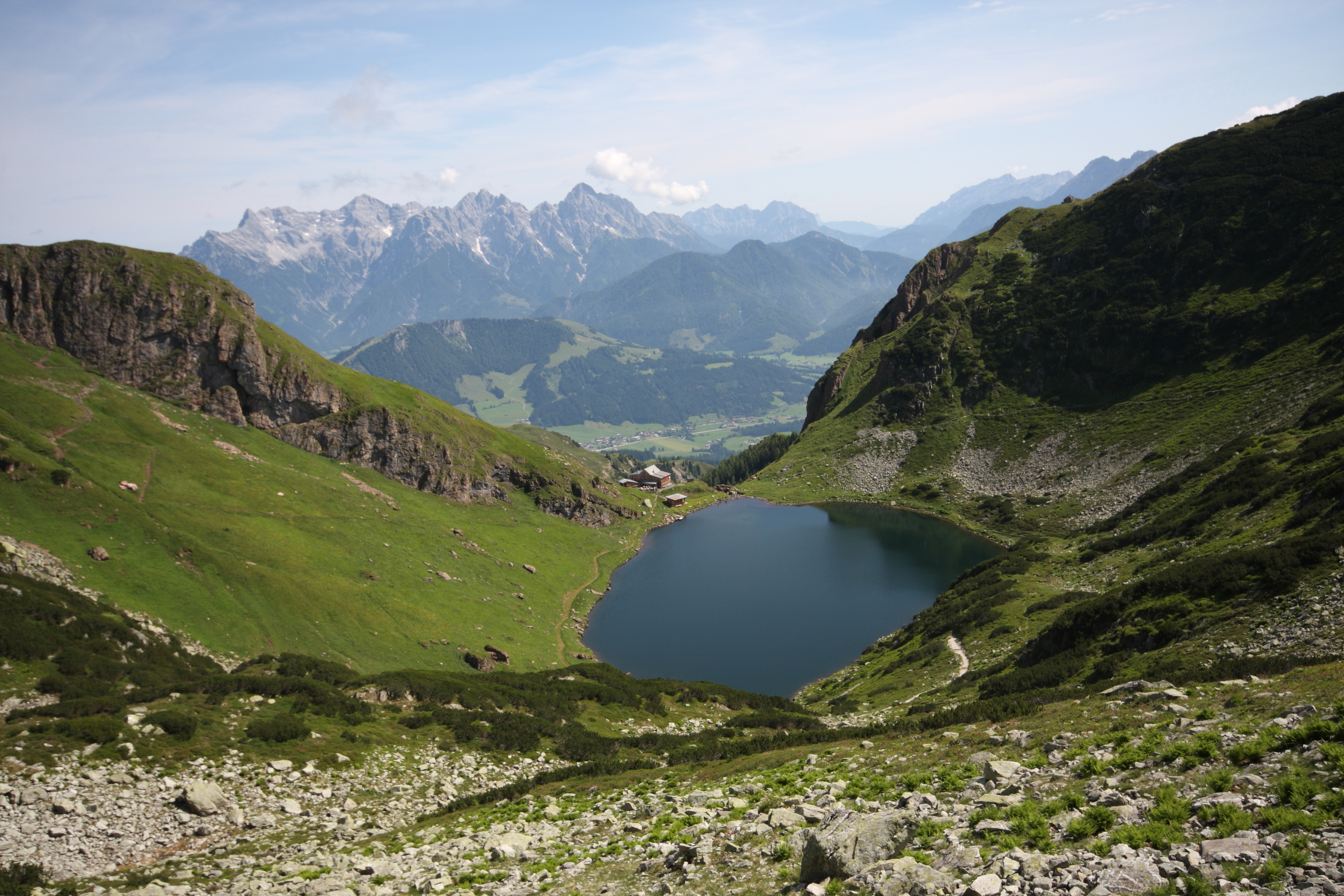
Wildsee/Wildseeloderhuis

## Externe link

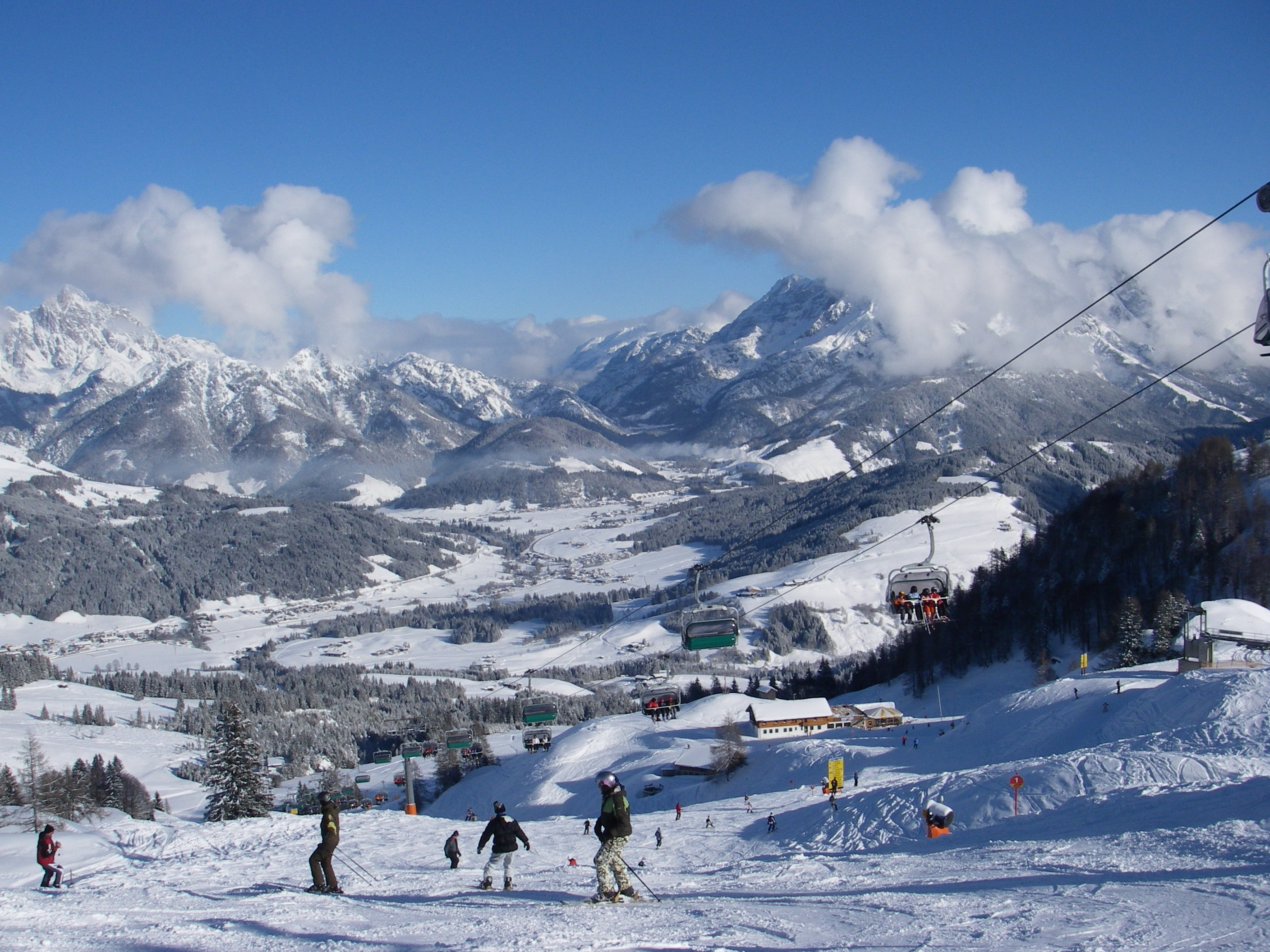
skigebied Fieberbrunn